# Payman Mohajer
Dr. Payman Mohajer valdes, efter ett dödsfall bland de ordinarie rådsmedlemmarna, den 21 mars 2005 genom poströstning in som en av de nio medlemmarna i bahá'í-trons högsta beslutande organ: Universella Rättvisans Hus.
Mohajer föddes i Teheran, Iran, där han fick sin grundläggande skolutbildning. Han flyttade därefter tillsammans med sin familj till Indien, där han 1984 tog en universitetsexamen i homoepatisk medicin. Efter flera års arbete vid sin egen medicinska klinik, kompletterade han sin utbildning med en masterexamen i psykologi.
År 1996 ledde hans intresse för utbildningsområdet till att han grundade en bahá'í-inspirerad institution: The Foundation for the Advancement of Science.
Inom bahá'í-världen utsågs Dr Mohajer till Nationell rådgivare 1986 och till en av de kontinentala rådgivarna för världsdelen Asien 1991. Han kallades att tjäna som medlem av bahá'íernas Internationella undervisningscenter (the International Teaching Centre) 1998 och återutsågs till samma tjänst 2003.
Dr Payman Mohajer och hans hustru, Svetlana, har tre barn.